# 2017年九寨沟地震
2017年九寨溝地震是一場發生於2017年8月8日的地震。其震央位於中华人民共和国四川省阿坝州九寨沟县漳扎镇（北緯33.20度，東經103.82度），震级为Ms7.0，震源深度为12千米。
据中国地震局，本次地震以走滑型为主，破裂方向为西北-东南，最大滑动量0.6米；据美国地质调查局称，此次地震为歐亞大陸板塊东南部发生东南向左旋或西南向右旋断层的浅层走滑型地震。四川、甘肃、青海、宁夏、陕西等多省震感明显，局部地区震感强烈。地震发生时，震中半径20公里内有2.1万人，半径50公里内有6.3万人。震中距九寨沟县39公里、距松潘县66公里、距舟曲县83公里、距若尔盖县90公里，距陇南市105公里，距成都市285公里。主震发生后，附近又发生多次余震。中国地震局称，本次地震为特别重大地震灾害。截至8月11日21时，九寨沟县漳扎镇Ms7.0级地震死亡人数為24人，493人受伤，其中至少45人重伤。转移人员61500余人，（含126名外国游客），临时安置23477人。由于九寨沟景区距离震中很近，部分遇難者為遊客。2017年12月26日，中国地震台网中心公布：九寨沟县Ms7.0级地震共造成29人死亡、1人失踪、543人受伤，直接经济损失80.43亿元。

## 地质学分析

### 震前
2017年年初，中国地震局将此区域列入“2017年度全国地震重点危险区”。年度预报曾认为甘青川交界可能发生6.5级以上的地震。但无短临预测，即近三个月内专家并未发现地震活动异常。
此外，地震发生前的九寨沟风景名胜区正处于旺季，接待了大量的游客。

### 征兆
地震后，网友曾经就震前的“地震云”、“天有异象”怀疑地震有征兆，但中国地震局专家随后反应称，这些云其实是高积云或层积云，在朝霞等的影响下可能会使人产生“天有异象”的错觉。中国气象局也表示，没有充分的证据表明地震与天气间有内在关联，也没有通过卫星云图来预测地震发生的办法。

### 成因
专家分析称，此次地震并不在汶川大地震的余震期内，因此与2008年发生的汶川地震没有实际联系，但两次地震成因相同：印度板块向欧亚大陆板块的俯冲，造成青藏高原的快速隆起，进而导致了地震的发生。地震局专家判断，此次地震发生在岷江断裂带与东昆仑断裂带东部交汇地带。

### 震源要素
中国地震台网自动测定的本次地震震级为6.5级，正式测定震级为7.0级，发震时间为21:19:46，震中位置为33.20°N 103.82°E。根据中国地震台网发布的“深度精确确定图”，本次地震震源深度为12千米。美国地质调查局的测定结果是震级为Mw6.5，震源深度9.0千米，发生时间为8月8日21:19:49.540，震中位置为33.193°N 103.885°E。震中人口密度约为6人每平方千米。

### 地震预警
在本次地震中，成都一公司开发的地震预警系统做出了反应。与该系统联动的汶川县电视台插播地震预警画面，据称地震预警系统给该地带来40秒预警时间。有视频显示，当倒计时进行到剩余2秒左右时，房屋顶部的吊灯已开始微微晃动。

### 烈度和强震动

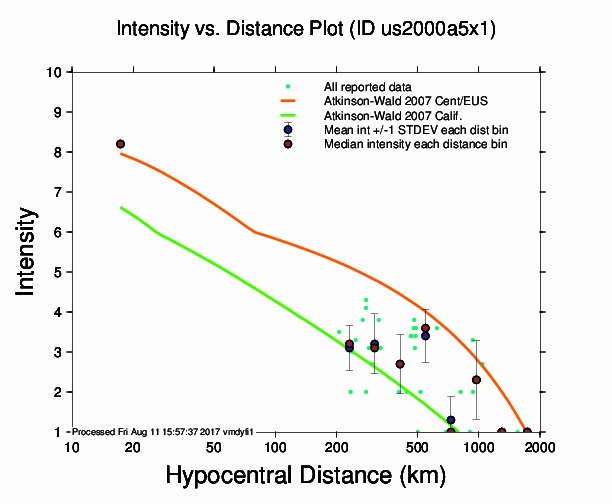
USGS烈度与距离比例图

根据中国地震局发布的“地震动强度预测图”，本次地震极震区烈度可能达IX度以上，漳扎镇烈度可能达到VIII度。中国地震局工程力学研究所估算，本次地震极震区烈度为Ⅸ度，面积约为150平方公里。根据USGS发布的烈度分布图，本次地震最大烈度为修订麦加利地震烈度VII。8月12日下午，中国地震局公布“四川九寨沟7.0级地震烈度图”，称本次地震最大烈度为IX度，VI度区及以上面积为18295平方千米。
在本次地震中，距离震中最近的九寨百河强震台记录到东西、南北、垂直向加速度分别为-129.5、-185.0、-124.7cm/s2，仪器地震烈度为6.2度。

### 余震
截止8月10日10时，四川省地震台网共记录1741次余震，余震主要呈北北西向分布。专家判断，震后数日内的余震可能达到6级。中国地震台网发布的较大余震如下：
| 顺次       | 发震时刻            | 震中                                | 震中                 | 深度   | 面波震级 | 来源   |
| 顺次       | 发震时刻            | 经纬度                              | 地区                 | 深度   | 面波震级 | 来源   |
| ---------- | ------------------- | ----------------------------------- | -------------------- | ------ | -------- | ------ |
| 主震       | 2017-08-08 21:19:46 | 33°12′N 103°49′E / 33.20°N 103.82°E | 四川省阿坝州九寨沟县 | 20千米 | 7.0      | [ 26 ] |
| 第1次余震  | 2017-08-08 21:28:55 | 33°14′N 103°47′E / 33.24°N 103.78°E | 四川省阿坝州九寨沟县 | 5千米  | 3.2      | [ 27 ] |
| 第2次余震  | 2017-08-08 21:41:34 | 33°11′N 103°51′E / 33.18°N 103.85°E | 四川省阿坝州九寨沟县 | 9千米  | 3.3      | [ 28 ] |
| 第3次余震  | 2017-08-08 23:04:56 | 33°14′N 103°47′E / 33.24°N 103.79°E | 四川省阿坝州九寨沟县 | 5千米  | 3.2      | [ 29 ] |
| 第4次余震  | 2017-08-08 23:49:18 | 33°17′N 103°47′E / 33.28°N 103.78°E | 四川省阿坝州九寨沟县 | 9千米  | 3.0      | [ 30 ] |
| 第5次余震  | 2017-08-08 23:51:12 | 33°07′N 103°53′E / 33.11°N 103.88°E | 四川省阿坝州九寨沟县 | 10千米 | 3.1      | [ 31 ] |
| 第6次余震  | 2017-08-09 00:35:17 | 33°08′N 103°51′E / 33.13°N 103.85°E | 四川省阿坝州九寨沟县 | 20千米 | 3.2      | [ 32 ] |
| 第7次余震  | 2017-08-09 03:59:09 | 33°17′N 103°47′E / 33.29°N 103.79°E | 四川省阿坝州九寨沟县 | 10千米 | 3.0      | [ 33 ] |
| 第8次余震  | 2017-08-09 05:16:02 | 33°18′N 103°46′E / 33.30°N 103.76°E | 四川省阿坝州九寨沟县 | 10千米 | 3.6      | [ 34 ] |
| 第9次余震  | 2017-08-09 05:37:14 | 33°07′N 103°52′E / 33.12°N 103.87°E | 四川省阿坝州九寨沟县 | 17千米 | 3.6      | [ 35 ] |
| 第10次余震 | 2017-08-09 05:41:09 | 33°08′N 103°50′E / 33.14°N 103.83°E | 四川省阿坝州九寨沟县 | 10千米 | 3.3      | [ 36 ] |
| 第11次余震 | 2017-08-09 06:24:49 | 33°08′N 103°51′E / 33.14°N 103.85°E | 四川省阿坝州九寨沟县 | 18千米 | 3.0      | [ 37 ] |
| 第12次余震 | 2017-08-09 06:49:03 | 33°07′N 103°53′E / 33.11°N 103.88°E | 四川省阿坝州九寨沟县 | 18千米 | 3.2      | [ 38 ] |
| 第13次余震 | 2017-08-09 06:49:31 | 33°19′N 103°46′E / 33.31°N 103.77°E | 四川省阿坝州九寨沟县 | 13千米 | 3.3      | [ 39 ] |
| 第14次余震 | 2017-08-09 08:10:09 | 33°07′N 103°52′E / 33.12°N 103.87°E | 四川省阿坝州九寨沟县 | 23千米 | 3.7      | [ 40 ] |
| 第15次余震 | 2017-08-09 08:29:04 | 33°17′N 103°48′E / 33.28°N 103.80°E | 四川省阿坝州九寨沟县 | 13千米 | 3.9      | [ 41 ] |
| 第16次余震 | 2017-08-09 09:22:14 | 33°10′N 103°51′E / 33.16°N 103.85°E | 四川省阿坝州九寨沟县 | 19千米 | 3.8      | [ 42 ] |
| 第17次余震 | 2017-08-09 09:32:47 | 33°17′N 103°45′E / 33.28°N 103.75°E | 四川省阿坝州九寨沟县 | 19千米 | 3.7      | [ 43 ] |
| 第18次余震 | 2017-08-09 10:17:02 | 33°10′N 103°52′E / 33.16°N 103.86°E | 四川省阿坝州九寨沟县 | 26千米 | 4.8      | [ 44 ] |
| 第19次余震 | 2017-08-09 14:41:00 | 32°14′N 102°38′E / 32.23°N 102.63°E | 四川省阿坝州黑水县   | 18千米 | 2.9      | [ 45 ] |
| 第20次余震 | 2017-08-09 20:03:03 | 33°10′N 103°52′E / 33.16°N 103.87°E | 四川省阿坝州九寨沟县 | 24千米 | 3.1      | [ 46 ] |
| 第21次余震 | 2017-08-10 02:30:50 | 33°09′N 103°52′E / 33.15°N 103.86°E | 四川省阿坝州九寨沟县 | 26千米 | 3.1      | [ 47 ] |
| 第22次余震 | 2017-08-10 03:02:13 | 33°13′N 103°47′E / 33.22°N 103.79°E | 四川省阿坝州九寨沟县 | 19千米 | 3.7      | [ 48 ] |
| 第23次余震 | 2017-08-10 03:06:09 | 33°08′N 103°52′E / 33.14°N 103.86°E | 四川省阿坝州九寨沟县 | 24千米 | 3.0      | [ 49 ] |
| 第24次余震 | 2017-08-10 05:05:54 | 33°10′N 103°51′E / 33.16°N 103.85°E | 四川省阿坝州九寨沟县 | 26千米 | 4.3      | [ 50 ] |
| 第25次余震 | 2017-08-10 09:54:02 | 33°10′N 103°51′E / 33.16°N 103.85°E | 四川省阿坝州九寨沟县 | 27千米 | 3.2      | [ 51 ] |
| 第26次余震 | 2017-08-10 15:30:09 | 33°08′N 103°52′E / 33.14°N 103.86°E | 四川省阿坝州九寨沟县 | 26千米 | 2.8      | [ 52 ] |
| 第27次余震 | 2017-08-10 17:38:31 | 33°16′N 103°46′E / 33.26°N 103.76°E | 四川省阿坝州九寨沟县 | 19千米 | 3.0      | [ 53 ] |
| 第28次余震 | 2017-08-10 17:48:34 | 33°13′N 103°51′E / 33.22°N 103.85°E | 四川省阿坝州九寨沟县 | 26千米 | 4.1      | [ 54 ] |
| 第29次余震 | 2017-08-11 08:05:09 | 33°10′N 103°52′E / 33.17°N 103.87°E | 四川省阿坝州九寨沟县 | 25千米 | 3.0      | [ 55 ] |
| 第30次余震 | 2017-08-11 19:26:21 | 33°06′N 103°52′E / 33.10°N 103.87°E | 四川省阿坝州九寨沟县 | 26千米 | 3.4      | [ 56 ] |
| 第31次余震 | 2017-08-12 07:56:39 | 33°07′N 103°52′E / 33.12°N 103.87°E | 四川省阿坝州九寨沟县 | 12千米 | 3.7      | [ 57 ] |
| 第32次余震 | 2017-08-13 22:38:31 | 33°07′N 103°54′E / 33.12°N 103.90°E |                      | 18千米 | 3.4      | [ 58 ] |
| 余震       |                     |                                     |                      |        |          |        |

## 救援行动及进展
地震后，各界迅速发来慰问，搜救行动迅速展开。到了8月14日，搜救工作基本结束。

### 政府部门
21时26分，四川省卫生和计划生育委员会启动应急预案，医疗救援队伍一小时内出发。22时39分中国地震局启动I级应急响应，派出现场工作队赶赴震区开展应急处置工作。四川省红十字会进入紧急状态，救援人员待命做好救援准备。次日凌晨，国务院抗震救灾指挥部启动国家Ⅱ级地震应急响应。在四川省公安消防总队共调派129辆车、1219名官兵，20条搜救犬、55台生命探测仪赶赴救援现场。
九寨沟县已组织各方救援力量536人、大型机械46台，积极开展抢险救援工作。

### 军队
中国人民解放军西部战区空军指控中心立启动救灾应急预案，联指中心立即启动抗震救灾应急响应机制，并同时成立抗震救灾指挥部。次日下午4点35分，中国人民解放军陆军第77集团军“猛虎旅”首批337人抵达九寨沟震中漳扎镇。次日1时31分武警四川省总队第一支队派遣工兵中队9台车辆68人前往赶赴震中，四川省总队阿坝支队派出300多名官兵就地展开救援。

### 现场
微博网友称九寨天堂酒店情况紧急。但截止9日凌晨3时，九寨天堂酒店滞留的2800余名人员已全部疏散到安全地带。武警四川省总队阿坝州支队第十三中队出动30名官兵，在已经坍塌的九寨沟千古情演艺中心废墟下成功搜寻出一名被埋人员，但当时被埋人员已去世，身份被确认是该中心工作人员。9日早上6点20分，一辆前往救灾的刷经寺镇民兵车辆与一辆川F籍（德阳）旅游车，在阿坝州红原县境内插针梁子山顶处发生碰撞。车祸造成一名民兵因抢救无效身亡。川F籍车辆乘客3人受伤。

### 民间
地震发生后，社会组织与志愿服务协力工作站在九寨沟县迅速建立起来。9日一日便登记了1200名志愿者；10日时，工作站的已登记队伍达到50支、救援人员达到608人。他们积极展开物资发放、灾情调研等工作。

### 医疗
四川省卫生和计划生育委员会在震后启动了应急预案，从阿坝州、绵阳市以及九寨沟周边的县份调集力量前往九寨沟灾区。阿坝州卫计委成立了“8.8”地震灾害医疗卫生应急救援指挥部，对接平武等邻近县卫计局到九寨沟县开展救灾工作。自8日晚上11点起，平武、绵阳、江油、成都等地医院的37个医疗增援小组陆续赶到；其中，四川省内派出医疗队8支、医疗卫生人员55人。8月9日11时，灾区内的医疗卫生救援人员共505名，其中九寨沟县450人。此外，4名专家组成的1支心理救援队和8名专家组成的2支卫生防疫队也参与了当地的医疗救援工作。
震后数分钟内，九寨沟县人民医院的救护车便开往震中地区。根据监控，该院的首辆救护车于8日晚上8点30分出发。8日晚上9点半开始，县医院的医疗人员陆续集结在急诊大厅。当日晚上11点40点分左右，首批伤者抵达了县人民医院，相关人员随后展开了救治工作。震后2天内，这里便接受了近200人左右，其中有很多人情况危重；11日时，医院接收了328名伤者，其中70人又转至上级医院治疗。漳扎镇医院临时收治了许多伤者，但该院已停电，而且人手不足，因此部分伤员的情况比较危急。
2017年8月9日时，重伤员40人，其中7人已转院，4人转至绵阳中心医院，3人转至四川大学华西医院，其余转移到九寨沟县医院和县中藏医院。

## 各界反应

### 中国政府及新闻媒体
地震当晚8月8日晚11点，四川省地震局召开震后第一次新闻发布会。中国地震局建立了微直播页面，积极跟进地震情况。中共中央总书记习近平和国务院总理李克强分別作出指示和批示，要求了解九寨沟地震灾情，组织力量救灾，全力抢救伤员，安置好游客和受灾群众，减少人员伤亡，加强震情监测，防范次生灾害。国务院根据习近平总书记的指示和李克强总理的要求派出由国家减灾委员会、国务院抗震救灾指挥部组成的工作组赶赴现场指导抗震救灾工作。中共四川省委书记王东明亦作出指示，立即启动应急响应，派出省委省政府工作组赶赴现场指导救灾工作。
地震发生后，四川省水利厅发出通知，要求沿线的水文站点严密监测九寨沟县及附近地区的河流流量和在建已建水利水电工程，预防水库事故和堰塞湖。
大中华地区新闻媒体在一两个小时甚至数十分钟内迅速做出了反应。曾在2008年发生大地震的四川汶川县，在电视节目中插播了预警信息，告知观众震动预计将在多长时间后到达当地。

### 海外
新加坡外交部于8月9日向遇难者的家属表示深切哀悼，同时祝伤者早日康复。新加坡驻成都领事馆与当地政府密切联系。日本广播协会于10时首先进行速报，英国广播公司、美国之音随后也作了跟进报道。
日本外务大臣河野太郎9日致信中国外交部部长王毅表示哀悼和慰问，希望灾区早日重建，同时表示愿意提供支援。当地的侨团也发来了慰问，全日本华侨华人联合会、日本川渝总商会、日本徽商协会、中国光彩事业日本促进会等机构的相关人员均表达了对救援工作的支持。
据新浪网报道，台湾网友曾为地震受害者们祈福，“如果需要援助，尽管说一声”、“天佑同胞”。蔡英文总统于Twitter上发布推文表示「樂意提供協助」；总统府也发表了类似主旨声明。中国国民党同样表示哀悼，并愿意作出必要的帮助。此外，一些台湾企业也积极支持地震的援助工作。国台办发言人马晓光于9日就台湾各界的帮助表示了感谢。但另一方面也有很多人出于政治因素拒绝捐款。
印度总理莫迪也表达了对灾情的关切，他代表印度人民“为遇难者家属祷告”，并且“祈望受伤者迅速康复”。

## 影响

USGS的PAGER（英语：Prompt Assessment of Global Earthquakes for Response）对经济损失的估计

### 城镇
地震發生後，九寨溝縣全城停电，后恢复。
在九寨沟香格里拉做啤酒代理生意的阿麟告诉BBC中文记者，地震发生得很快，大概持续几秒钟。游客们在大街上，基本未看见有伤亡。未发现坍塌的房屋，但路上有一些从山上落下的落石。阿麟说，身边差不多有几百人，大家沿着公路坐。（大家）有一些惊慌失措，车辆开始在公路上通行。秩序很好，没有不好情况发生。当地的居民负责维护现场秩序。很多客栈老板开始联系和统计住客。
从西安出发到甘南旅游的赵先生一行现在住在离震中90公里的若尔盖县，他对BBC中文记者表示，晚上九点多时感受到明显震动，宾馆的人都往外跑。若尔盖草原周围未出现房屋倒塌。晚上游客都待在车上过夜，未感觉到余震。游客都安好。

### 伤亡

USGS的PAGER对伤亡人数的估计

网传截至2017年8月8日22時52分时，北川县防震减灾局称此次地震已致4人遇难，30多人受伤，其后该局辟谣表示并未发布此消息。
四川省阿坝州应急管理办公室表示，截至8月9日13时10分，九寨沟县漳扎镇Ms7.0级地震死亡人数已升至19人，247人受伤，其中40人重伤。死亡和受伤情况主要发生在九寨沟县漳扎镇辖区内。截至8月10日早，有343人受伤。中国国家减灾委员会表示本次强震“可能造成多达百人丧生”、“数千人受伤”。
绝大部分外籍游客安全无恙。当地的341名台湾游客均安然无恙。几位外国游客在此期间受伤，他们后被送到了当地的医院治疗。新加坡外交部证实，部分新加坡人在地震中受到了影响，所有向外交部注册的新加坡人都确认安全。
| 时间                                                    | 死亡         | 受伤         | 受伤         | 受伤         | 数据来源                     | 引证    |
| 时间                                                    | 死亡         | 重伤         | 轻伤         | 受伤总数     | 数据来源                     | 引证    |
| ------------------------------------------------------- | ------------ | ------------ | ------------ | ------------ | ---------------------------- | ------- |
| 8月8日                                                  |              |              |              |              |                              |         |
| 21:19:46                                                | （地震发生） | （地震发生） | （地震发生） | （地震发生） | 中国地震台网                 | [ 6 ]   |
| 23:39                                                   | 1            |              | 4            | 4            | 成都市旅游局                 | [ 109 ] |
| 23:58                                                   | 5            |              |              | 63           | 九寨沟县应急办               | [ 110 ] |
| 8月9日                                                  |              |              |              |              |                              |         |
| 02:08                                                   | 5            |              |              | 88           | 中国中央电视台               | [ 111 ] |
| 04:00                                                   | 9            | 32           | 103          | 135          | 阿坝州政府新闻办             | [ 112 ] |
| 05:00                                                   | 9            |              |              | 164          | 阿坝州人民政府应急管理办公室 | [ 113 ] |
| 08:10                                                   | 12           |              |              |              | 阿坝微博                     | [ 114 ] |
| 08:58                                                   | 12           | 28           | 147          | 175          | 人民日报                     | [ 115 ] |
| 09:30                                                   | 13           |              |              | 175          | 四川省政府新闻办             | [ 116 ] |
| 13:10                                                   | 19           | 40           | 207          | 247          | 阿坝州人民政府应急管理办公室 | [ 13 ]  |
| 18:00                                                   | 19           | 10           | 253          | 263          |                              |         |
| 8月10日                                                 |              |              |              |              |                              |         |
| 08:00                                                   | 19           | 13           | 330          | 343          | 中国中央电视台               |         |
| 12:00                                                   | 20           | 18           | 413          | 431          | 九寨沟县应急办               | [ 117 ] |
| *时间为发布时间或数据截止时间，同实际伤亡数可能有出入。 |              |              |              |              |                              |         |

### 交通
位于震中约40千米的九寨黄龙机场震感强烈，但无人员伤亡，地震后机场仍在运行。当晚在震后有至少两班进港航班，其中一班已经在地震前已经取消，另外一班来自无锡的航班则已起飞。震后首个到港航班为长沙起飞的西藏航空TV9923，平时计划16：45离港、18：10到达，当晚则是20：43起飞、22：32降落；原定于晚9点15分飞往广州的国航4393航班在震后28分钟后安全起飞，这也是九寨沟在震后的首个出港航班。北京飞往九寨沟的航班均已取消。由于九寨沟景区关闭，2017-2018冬春航季九寨黄龙机场停航。
运行于九寨沟附近的兰渝线和宝成线上的14趟客运列车被成都铁路局扣停。兰州铁路局封锁了兰渝铁路上靠近九寨沟的岷县站至羊木站区段。
公路方面，松潘方向省道301线有断道、落石阻路，正在全力组织抢通；九环线东线公路（九寨沟县漳扎镇-九寨沟县城-黄土梁-平武-江油-绵阳-成都）、九寨沟经甘肃文县到成都的公路（九寨沟县城-甘肃文县-甘肃碧口-四川剑阁-绵阳-成都）全部畅通。

### 旅游
据USGS发布的烈度分布图，九寨沟景区处于VI度区内，报道显示景区内多处景点遭到不同程度的损害。九寨沟景区九道拐处震感非常强烈，有人员车辆被困。阿坝州公安消防支队正调集10台车辆63人赶赴现场。九寨沟景区工作人员告知新华社记者，在九寨沟景区内第四条沟扎如沟看到有房屋倒塌和开裂，当地正在抓紧疏散人员。在8日晚11时召开的震后首场发布会中获悉九寨沟干海子景区附近有100余游客被困。
九寨沟管理局发布消息：由于受地震影响，九寨沟管理局正全力开展景区排险工作，8月9日起九寨沟停止接待游客。预定了9号后门票的游客可到阿坝文旅办退票。截至8月9日17时，灾区滞留游客已基本转移疏散完毕，共计将游客4.7万余人疏散转移出地震区域。转移疏散方向为甘肃省文县方向和绵阳市平武县方向。

### 自然地貌

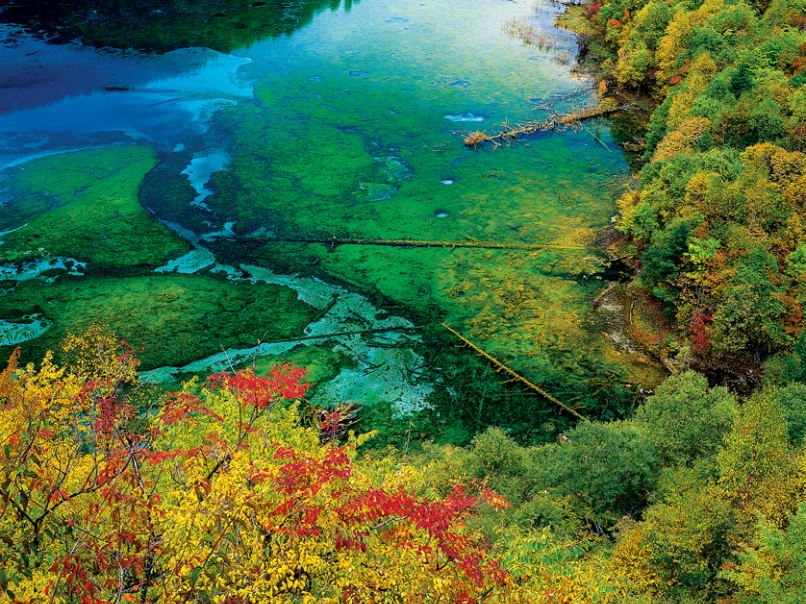
2002年时的五花海

受地震带来的山体垮塌影响，五花海、熊猫海等自然水体景观的水质变得浑浊起来。树正沟内的芦苇海边坡受到损害，而火花海出现决口，水体排空致使景观“严重受损”，并对下游的双龙海和芦苇海造成影响，而火花海上游景观无明显受损痕迹。多个湖泊遭到了不同程度的受损，多处山体垮塌。8月10日諾日朗瀑布發生嚴重崩塌，變成無數小亂流與一攤泥水。“双龙海”和“芦苇海”大部分被冲毁，“老虎海”及“芦苇海”边坡受损严重，“犀牛海”对面的栈道及“盆景滩”一带的栈道受损。
不过，8月14日时，五花海、金铃海、镜海等的“海水”已经恢复至地震前的状态，恢复清澈。

### 建筑
据中华人民共和国民政部国家减灾中心报道，此次地震可能造成2.4万间房屋倒塌或受损。九寨天堂洲际大饭店（洲际酒店旗下）受损，大堂被震塌。在酒店滞留的2800余人已被疏散到安全地带。9日中午，甘肃消防力量已徒步行进至该酒店，深入倒塌的房屋和餐厅进行搜救。不过，根据各界的一些照片来看，县城建筑基本完好，许多车辆在行驶。